# كريس أونيل
كريس أونيل (24 أغسطس 1995 - ) (بالإنجليزية: Chris O'Neil)‏ هو لاعب كرة قدم بريطاني في مركز الدفاع.

## وصلات خارجية
- كريس أونيل على موقع قاعدة بيانات كرة القدم.إي يو (الإنجليزية)